# Jen Ledger
Jennifer Carole Ledger (Coventry, 8 de dezembro de 1989) é uma cantora e baterista britânica, naturalizada americana, da banda de rock alternativo/rock cristão Skillet. 
Ela tem uma irmã, fraterna Marie, e irmãos gêmeos Martin e David. Aos 18 anos ela se tornou baterista do Skillet, quando sua ex-baterista Lori Peters se aposentou. Sua primeira turnê com Skillet Foi "Winter Jam" em 2008, quando a banda excursionou ao lado MercyMe, BarlowGirl, NewSong e Mandisa até 16 de março de 2008.
Ela também excursionou como baterista com Skillet no "Comatose Tour", onde ela cantou e se destacou no vocal solo em "Yours To Hold".
Jen era uma finalista no Reino Unido do "Jovens Bateristas do Ano" em 2006, enquanto Tocava com uma banda local antes de se mudar para os Estados Unidos e entrar para banda Skillet.
Jenny aprendeu a tocar bateria com 14 anos por influencia do seu irmão David, ela estava em uma banda de culto em Kenosha, WI chamado The Spark,onde foi motivada a levar a bateria a sério.
Jen entrou no Skillet através de sua boa amiga Rosalie (que também é irmã de Korey Cooper). Segundo a página de Ledger no Facebook, quando Rosalie disse a ela sobre o skillet, ela disse "Minha primeira resposta foi"," não ". Ela não acreditava que era o seu chamado,mas depois de muita oração Jen tinha certeza de que Deus só queria que ela "tentasse o seu melhor e não se preocupasse com o resultado."
Jen foi apresentada em 2008 ao vivo no CD/DVD, "Comatose Comes Alive" em 21 de outubro de 2008. Em 2009 ela gravou seu primeiro CD com a banda intitulado "Awake" na qual ela se destaca na música "Hero" nos vocais.

## Ledger (2018 - presente)
No começo de 2018, a baterista postou em seu Instagram que iria lançar uma surpresa para os fãs. No mesmo ano, ela revelou que lançaria como cantora e compositora seu EP solo autointitulado Ledger, e após o lançamento, ela saiu em turnê com sua banda solo que abriu os show da banda Skillet. Banda na qual também participa desde 2008 e que é baterista. Intercalando assim, sua performance como baterista e como cantora.
O EP foi lançado pela Atlantic Records e contou com 6 faixas de suas próprias composições, tendo também a produção e composição da sua colega de banda do Skillet, Korey Cooper. Jen avisou aos fãs que não eram para ficar surpresos pois o EP teria influencia pop, mas disse que ainda manteria o seu som usual de rock baseado no Skillet.
Em 15 de fevereiro de 2019, Ledger lançou seu single  "Completely", seguido por um videoclipe publicado em 27 de março.
Em 14 de fevereiro de 2020, Ledger lançou seu segundo single, "My Arms", que foi acompanhado por um vídeo com letra no mesmo dia.
Ledger tornou-se cidadã americana em 1º de abril de 2021.

## Discografia

### Álbuns de estúdio
- Awake (2009)
- Rise (2013)
- "Unleashed(Álbum de Skillet) Unleashed (2016)

### Álbuns ao vivo
- Comatose Comes Alive (2008)

### Álbum Ledger - EP (2018)
- Not Dead Yet (2018)
- Warrior (feat. John Cooper) (2018)
- Bold (2018)
- Foreigner (2018)
- Ruins (2018)
- Iconic (2018)